# Pomayrols
Pomayrols é uma comuna francesa na região administrativa de Occitânia, no departamento de Aveyron. Estende-se por uma área de 23,4 km². Em 2010 a comuna tinha 125 habitantes (densidade: 5,3 hab./km²).
A comuna está situada na região do Maciço Central, às margens do rio Lot, cercada por paisagens montanhosas e rurais típicas do sul da França. É composta por várias aldeias e hameaux, incluindo La Vaysse, La Fage, e Le Bruel.
A economia local é predominantemente agrícola, com destaque para a criação de gado e produção de queijo, como parte da tradição da região do Aubrac. A área também atrai visitantes interessados em turismo verde e caminhadas.
Entre os monumentos históricos da comuna está a **Igreja de Saint-Pierre de Pomayrols**, de origem românica, datada dos séculos XI-XII, classificada como monumento histórico desde 1978.

## Demografia
Pomayrols teve uma população de 152 habitantes no censo de 1999. Desde então, observou-se uma leve variação demográfica, refletindo a tendência de êxodo rural comum em pequenas comunas do interior da França.

## Patrimônio
Além da igreja, a comuna preserva vestígios do antigo castelo medieval de Pomayrols, localizado em uma colina com vista panorâmica da região. Embora em ruínas, o local é visitado por seu valor histórico e paisagístico.